# Корбу, Лауренциу
Лауренциу Николае Корбу (рум. Laurențiu Nicolae Corbu; род. 10 мая 1994, Драгомирешти) — румынский футболист, защитник клуба КСА «Стяуа».

## Клубная карьера
Воспитанник юношеской команды клуба «Урбан Титу». Летом 2015 года перешёл в бухарестское «Динамо».
7 декабря 2015 года защитник дебютировал в составе столичного клуба, выйдя в стартовом составе во встрече с «Петролулом». В сезоне 2015/16 Лауренциу провёл еще одну игру.